# 팀 오라일리
팀 오라일리(Tim O'Reilly, 1954년 6월 6일 ~ )는 아일랜드계 미국인 작가이자 출판인으로, 오라일리 미디어(구 O'Reilly & Associates)의 창립자이다. 그는 오픈 소스와 웹 2.0이라는 용어를 대중화하였다.

## 생애
아일랜드 코크주에서 태어난 오라일리는 그가 아기였을 때 가족과 함께 샌프란시스코로 이주하였다. 3명의 형제와 3명의 자매가 있다.
1973년에 오라일리는 하버드 칼리지로 가서 서양고전학을 연구하고 1975년 쿰 라우데 B.A로 졸업했다.
졸업 후 오라일리는 그의 첫 아내 크리스티나와 결혼한 뒤 그와 함께 보스턴 지역으로 이사했다. 이들은 두 명의 딸을 양육했다.
오라일리는 1977년에 기술 저자로 일을 시작했다. 1983년에는 컴퓨터 매뉴얼을 출판하기 시작했고, 메사추세츠 주 뉴턴의 곳간에서 사업을 정비하여 십여 명의 직원들이 하나의 개방된 방에서 일했다.
1989년 오라일리는 회사를 캘리포니아주 서배스토폴로 옮겼고 1992년 베스트 셀러 Whole Internet User's Guide and Catalog를 출판했다.
2015년 4월 11일 오라일리는 제니퍼 팔카와 결혼했다.

## 같이 보기
- 오라일리 미디어